# Zaruddea, Teofipol
Zaruddea (în ucraineană Заруддя) este un sat în comuna Lidîhivka din raionul Teofipol, regiunea Hmelnîțkîi, Ucraina.

## Demografie
Componența lingvistică a localității Zaruddea
     Ucraineană (98,92%)
     Rusă (1,08%)
Conform recensământului din 2001, majoritatea populației localității Zaruddea era vorbitoare de ucraineană (98,92%), existând în minoritate și vorbitori de rusă (1,08%).